# PPN Grdani
Grdani (poznata i pod nazivom PPN Grdani) je bila hrvatska vojna postrojba tijekom rata u Bosni i Hercegovini. Sjedište joj je bilo u Čitluku.

## Ratni put
Postrojba je utemeljena u lipnju 1992. od strane 24 mladića iz Čitluka kao samostalni vod, da bi kasnije bila preimenovana u postrojbu posebne namjene "Grdani". Odmah po osnivanju "Grdani" kreću na svoj prvi ratni zadatak - oslobađanje lijeve strane Neretve u skolpu operacije Lipanjske zore. Oskudno naoružani, kreću na Dubravsku visoravan, obaviti zapovjeđeno. "Grdani" su ratovali na cijelom području Bosne i Hercegovine, kako kažu od Dubrovnika do Bihaća. U ratu je poginulo 7 pripadnika ove postrojbe. Kao samostalna postrojba, Grdani su djelovali do travnja 1994., a nakon preustroja HVO-a, prelaze u sastav 60. desantno-gardijske bojne u Čapljini – u sastavu 3. satnije.